# Васюгино (Макаровська волость)
Васюгино (рос. Васюгино) — присілок в Новоржевському районі Псковської області Російської Федерації.
Населення становить 39 осіб. Входить до складу муніципального утворення Новоржевська волость.

## Історія
Від 2015 року входить до складу муніципального утворення Новоржевська волость.

## Населення
| 2001 | 2002 | 2010 |
| ---- | ---- | ---- |
| 47   | ↘41  | ↘39  |